# Fleischmanns
Fleischmanns – wieś w Stanach Zjednoczonych, w stanie Nowy Jork, w hrabstwie Delaware.